# 潘第恭察布
潘第恭察布（？—1937年），另译班第贡扎布，蒙古族，乌兰察布盟四子部落旗（今内蒙古自治区四子王旗）人，四子王旗扎萨克亲王。中华民国大陆时期内蒙古政治人物。

## 生平
潘第恭察布的父亲勒旺诺尔布是四子部落旗札萨克。民國16年（1927年）2月15日，他承襲该旗的札薩克達爾罕卓哩克圖親王爵位。民國17年（1928年）3月17日，任陸海軍翊衛使。民國23年（1934年）3月7日，任蒙古地方自治政務委員會委員。从1934年3月7日至1936年4月30日，时任四子王旗札萨克的潘第恭察布一直担任蒙古地方自治政务委员会委员。民國25年（1936年）1月8日，任烏蘭察布盟副盟長。民國25年（1936年）1月25日，派任绥远省境内蒙古各盟旗地方自治政务委员会委員兼副委員長。民國25年（1936年）4月30日，專任綏遠省境內蒙古各盟旗地方自治政務委員會委員。1937年2月兼任该委员会保安处处长。